# Santos (sobrenome)
Santos é um sobrenome da onomástica luso-hispânica, sendo de origem cristã nos países de língua portuguesa e língua espanhola respectivamente. Inicialmente era um sobrenome adotado por nobres ibéricos que nasciam em primeiro de novembro, o dia de Todos os Santos. Durante a época da Inquisição em Portugal e Espanha e seus domínios, muitos Cristãos-novos adotaram este apelido, que foi repassado para seus descendentes.
No Brasil é um sobrenome bastante comum, divide juntamente com os sobrenomes Silva e Oliveira o topo das tabelas de sobrenomes mais comuns. Alguns pesquisadores argumentam que o sobrenome era atribuído a portugueses que se estabeleciam na província da Bahia (originalmente Real Província da Bahia de Todos Os Santos), como é o caso do pai do político baiano nas Cortes de Portugal José Lino dos Santos, segundo esses, o sobrenome tinha uma função social de indicar a residência do cidadão, sendo assim, o sobrenome indicava que o portador do sobrenome era proveniente da província da Bahia. Outros pesquisadores vão além, defendem que este sobrenome se popularizou principalmente após a abolição da escravatura no Brasil, no ano de 1888, quando diversos ex-escravos de origem africana receberam este sobrenome pois residiam na província da Bahia de todos os Santos, que concentrava grande porcentagem do número total de escravos no período imperial. Até a abolição da escravidão em 1888, os negros não tinham sobrenomes no Brasil.
Com as migrações de portugueses, brasileiros, angolanos e outros povos lusófonos para os mais diferentes países nos séculos XX e XXI, o sobrenome se espalhou de forma que hoje em dia é um dos mais populares na França.
Existem também outras variantes gramaticais ibéricas que são De Santo, De Santos, Del Santo, Santi, Santis, Santiz, Senti, Sentis, entre outros, que também tem grande popularidade em países como Argentina, Filipinas e México.